# Kakuszi Adrienn
Kakuszi Adrienn (Szeged, 1992. február 18. –) labdarúgó, hátvéd, az Astra Hungary játékosa.

## Pályafutása
A Sándorfalvi SE csapatában kezdte a labdarúgást. Juniorként játszott a Szegedi AK és a Taksony csapataiban is. 2007 tavaszától 2010-ig 61 NB II-es mérkőzésen szerepelt a Szegedi AK együttesében és 17 gólt szerzett. A 2009–10-es idényben kölcsönben szerepelt a Taksony SE csapatában, ahol 18 élvonalbeli mérkőzésen játszott. A következő idényben a Taksony leigazolta és tagja volt a bronzérmes csapatnak. 2011 nyarától az újonnan alakult Astra Hungary játékosa.

## Sikerei, díjai
- Magyar bajnokság
  - 2.: 2012–13
  - 3.: 2010–11, 2011–12
- Magyar kupa
  - győztes: 2012
  - döntős: 2013